# Order of the Companions of Honour
The Order of the Companions of Honour (Æresriddernes orden) er en britisk orden som blev stiftet af kong Georg 5. af Storbritannien i juni 1917.
I lighed med Order of the British Empire er den for belønning for særlige fortjenester indenfor kunst, litteratur, musik, videnskab, politik, industri og religion.

## Motto
In action faithful and in honour clear

## Nulevende medlemmer
- The Rt Hon. The Lord Healey (1979)
- The Rt Hon. Sir Brian Talboys (1981)
- The Rt Hon. Doug Anthony (1981)
- Dr Frederick Sanger (1981)
- The Rt Hon. The Lord Carrington (1983)
- Lucian Freud (1983)
- Dr Sydney Brenner (1987)
- The Rt Hon. The Lord Tebbit (1987)i
- The Rt Hon. The Lord Baker of Dorking (1992)
- The Rt Hon. The Lord Brooke of Sutton Mandeville (1992)
- The Rt Hon. The Lord King of Bridgwater(1992)
- Dame Janet Baker (1993)
- The Rt Hon. The Lord Owen (1994)
- The Rt Hon. The Lord Hurd of Westwell (1995)
- Sir David Attenborough (1996)
- The Rt Hon. The Lord Howe of Aberavon (1996)
- The Rt Hon. The Lord Heseltine (1997)
- David Hockney (1997)
- Peter Brook (1998)
- Dr Eric Hobsbawm (1998)
- The Rt Hon. Sir John Major (1998)
- The Rt Hon. The Lord Patten of Barnes (1998)
- Bridget Riley (1998)
- General John de Chastelain (1999)
- Doris Lessing (2000)
- The Rev Chad Varah (2000)
- Sir Harrison Birtwistle (2001)
- Sir Colin Davis(2001)
- Paul Scofield (2001)
- Michael Howard (2002)
- Harold Pinter (2002)
- The Rt Hon. The Lord Hannay of Chiswick (2003)
- Sir Howard Hodgkin (2003)
- Sir Charles Mackerras (2003)
- Sir Denis Mahon (2003)
- Prof Dan McKenzie (2003)
- Dame Judi Dench (2005)
- Prof Anthony Pawson (2006)
- Sir Ian Murray McKellen (2007)
- Thomas Galbraith (2013)
- Sir Menzies Campbell (2013)
- Nicholas Serota (2013)
- Baronesse Onora O'Neill (2013)

### Æresmedlemmer
- Lee Kuan Yew (1970)
- Dr Amartya Sen (2000)
- Bernard Haitink (2002)